# Okrug Lääne-Viru
Okrug Lääne-Viru (est. Lääne-Viru maakond) ili kraće Lääne-Viru jedan je od 15 estonskih okruga. Okrug se nalazi u sjevernoj Estoniji, na južnoj obali Finskog zaljeva.
U okrugu živi 67.151 ljudi što čini 5% ukupnog stanovništva Estonije (siječanj 2009.)
Glavni grad okruga je Rakvere u istoimenoj urbanoj općini. Postoje još 2 urbane općine i 13 ruralnih općina.
Dio nacionalnog parka Lahemaa nalazi se na području ovog okruga.

## Vanjske poveznice
- Službene stranice okruga – (na estonskom)
- Lääne-Virumaa - infoservis  Arhivirana inačica izvorne stranice od 28. ožujka 2010. (Wayback Machine)